# Wunderbaum (Theaterkollektiv)
Wunderbaum (zuvor: Jonghollandia) ist ein flämisch-niederländisches Schauspielerkollektiv. Zum festen Kern der Truppe gehören Walter Bart, Matijs Jansen, Marleen Scholten, Maartje Remmers, Wine Dierickx und der Bühnengestalter Maarten van Otterdijk. Oft zeichnet Wunderbaum die Subkultur der heutigen Gesellschaft. So stellen die Schauspieler u. a. eine Familie in prekären Verhältnissen dar (Eindhoven de gekste, 2003) sowie vorgeblich Religionsbeflissene (Kamp Jezus, 2008), Romantiker mit großem Drang zur Selbstaufopferung (Magna Plaza, 2007) oder britische Fußballfans bei einem Trinkurlaub in Odessa (Beertourist, 2018).
Sie engagieren sich auch am Theaterhaus Jena.

## Geschichte
Die Mitglieder des Kollektivs studierten 2001 zusammen an der Toneelacademie Maastricht. Anschließend schlossen sie sich unter dem Namen Jonghollandia an die Theatergesellschaft ZT Hollandia in Eindhoven. Der damalige Leiter Johan Simons gab ihnen für die Dauer vier Jahren die Gelegenheit zu experimentieren und eigenständige Aufführungen auf die Bühne zu bringen. Als Simons die Leitung des NTGent übernahm, folgte ihm das Kollektiv und arbeitete als sogenannter Satellit jenes belgischen Theaters. Darüber hinaus entschieden sie sich für eine intensivere Zusammenarbeit mit dem Produktionshaus der Rotterdamse Schouwburg. Bei dieser Gelegenheit wechselten sie ihren Namen zu Wunderbaum, die auch in den Niederlanden gebräuchliche Bezeichnung für den bekannten Einweg-Lufterfrischer. Seit 2009 ist Wunderbaum eine selbstständige Theatergesellschaft. Zu jeder Spielzeit wird eine neue Produktion auf die Beine gestellt; gleichzeitig schöpfen sie auch aus einem Repertoire älterer Produktionen.

## The New Forest
Wunderbaum erstellte von 2013 bis 2016 eine mehrteilige Produktion unter dem Namen The New Forest. Darin sollen Wirtschaft, Wissenschaft, Bildung, öffentliche Verwaltung, Werbetreibende, Kunst und Öffentlichkeit miteinander verbunden werden. Ziel ist die Untersuchung sozialer Fragen, neben anderen Demokratie, Gesundheitswesen oder Gesetzgebung. Zur Zusammenarbeit konnten gewonnen werden: Woningcorporatie Havensteder, Bureau ZUS, KesselsKramer, AVIA, Rizoom, Hofbogen BV, Theater Rotterdam, De Veenfabriek, KVS, NTGent, LAPD/REDCAT aus Los Angeles, Fonds Podiumkunsten und die Kommune Rotterdam sowie die deutschen Theater Münchner Kammerspiele und Hebbel am Ufer.

## Theaterhaus Jena
Von 2018 bis zur Spielzeit 2022/23 übernahm Wunderbaum die künstlerische Leitung des Theaterhaus Jena. Dort kamen ihre Produktionen Thüringen Megamix (2018), Beertourist (2019, zuletzt auch im Societaetstheater in Dresden aufgeführt), hätte hätte Fahrradkette (2019), Urlaub in Deutschland (2020), Nackt (2020), Zur Wartburg (2020), Der Clowns-Kongress (2021), La Codista (2021) und Miniathüringen, ein Kleingartenspektakel (2022) zur Aufführung.
Maarten van Otterdijk gehört mittlerweile auch zu den Gesellschaftern des Theaters. Lizzy Timmers, ebenfalls Mitglied von Wunderbaum, wohnt in Jena und ist künstlerische Geschäftsführerin des Theaterhauses. Beide führen die künstlerische Leitung in den Spielzeiten 2022/23 und 2023/24 fort.

## Auszeichnungen
2007 erhielten sie den Mary Dresselhuys Prijs für ihr Gesamtwerk. In 2010 erhielten sie den Prosceniumprijs der Vereniging van Schouwburg- en Concertgebouwdirecties (VSCD). Beim Edinburgh Festival 2014 wurde Wunderbaum von einer internationalen Jury (darunter Journalisten des The Guardian und Financial Times) mit dem Total Theatre Award ausgezeichnet. 2016 erhielt die Wine Dierickx den Theaterpreis Theo d’Or. Maartje Remmers wurde für ein Goldenes Kalb nominiert. Während des Holland Festivals 2016 stand Wunderbaum im Fokus. 2020 gewann Marleen Scholten den nationalen Dramatikerpreis Il Premio Drammaturgico Nazionale Antonio Conti für die Aufführung La Codista. 2022 erhielt Wunderbaum den Martin Linzer Theaterpreis 2022 für die innovative Art und Weise, wie sie das Theaterhaus Jena in den vergangenen vier Jahren geführt hatte.

## Produktionen
2023
- John and Gena

2022
- Miniathüringen
- Beren
- Boze Bejaarden (Hörspiel)

2021
- Der Clowns-Kongress

2020
- La Codista (zuerst an italienischen Theatern aufgeführt)
- Zur Wartburg
- Slopera, de tragiek van een sloopstraat
- Work Harder
- Urlaub in Deutschland

2019
- hätte hätte Fahrradkette (2019)
- Ik heb spijt
- Das nationale Lied
- Boulevard of Broken scenes

2018
- Geht das schon wieder los – White Male Privilege  (in Zusammenarbeit mit dem Theater Rotterdam)
- Kleurles
- Die Geschichte meiner Steifheit
- Thüringen Megamix

2017
- Wer ist der echte Italiener?
- Privacy
- Schrecklich amüsant – aber in Zukunft ohne mich (u. a. in Hamburg)
- We doen het wel zelf

2016
- The Future of Sex (u. a. auf der Ruhrtriennale)
- Stop acting now, Dokumentarfilm; gezeigt u. a. auf dem International Film Festival Rotterdam

2015
- Helpdesk

2014
- Amikejo, het vergeten land van Moresnet
- Looking for Paul

2013
- The New Forest – De wet
- The New Forest - Het Begin
- Tien Geboden
- The New Forest – De komst van Xia (Koproduktion Wunderbaum mit dem Ro Theater, Rotterdamse Schouwburg und den Operadagen Rotterdam)
- The New Forest – Hospital
- Het spookhuis der geschiedenis
- Rail Gourmet
- Looking for Paul
- The New Forest – Inside Out

2012
- Detroit Dealers
- Het spookhuis der geschiedenis
- Onze Paus
- Flow my Tears

2011
- Songs at the end of the world
- Looking for Paul

2010
- Rail Gourmet
- Natives (op locatie)
- Natives (in de zaal)

2009
- Venlo
- Theater Teheran

2008
- Beertourist
- Kamp Jezus
- Tien Geboden deel 1&2

2007
- Maybe Sweden (film)

2006
- Magna Plaza
- Welcome in my backyard

2005
- Rollende Road Show

2004
- Stad 1
- Stad 2
- Everybody for Berlusconi

2003
- Lost Chord Radio

2002
- Eindhoven de Gekste
- Pixels